# Feromônios de alarme

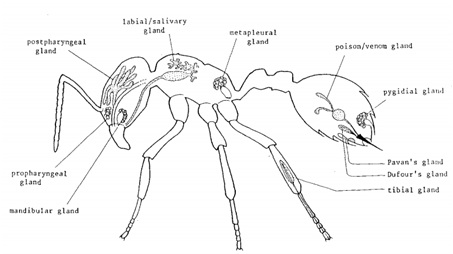
Localização de algumas das glândulas exócrinas nas formigas

Em diversos organismos, como em plantas, insetos e mamíferos, quando é detectado algum tipo de perigo, ocorre a liberação de ferormônios de alarme.
Os feromônios podem ser conduzidos pelo ar, informando, assim, outros organismos sobre o perigo. Além disso, os organismos podem liberar um ferormônio caso sejam mortos. Por exemplo, uma formiga liberará um ferormônio de alerta caso seja esmagada, avisando e possivelmente atraindo outras formigas para a sua localização.
Nos mamíferos, existe o gânglio de Grüneberg, um subsistema olfativo que se encontra na entrada do nariz, envolvido na detecção de feromônios de alarme.
Algumas espécies liberam substâncias voláteis quando são atacadas por um predador, que desencadeiam o voo, por exemplo em pulgões, ou agressão, como em formigas, abelhas e cupins, em membros da mesma espécie. Certas plantas também emitem feromônios de alarme quando sofrem herbivoria, resultando na produção de tanino nas plantas adjacentes. Estes taninos tornam as plantas menos apetecíveis para o herbívoro.
As formigas usam os feromônios para sinalizar o alarme, mas também para recrutamento, reconhecimento e territorialidade.